# اچ‌ام‌اس هارتسیز (کی۱۵)
اچ‌ام‌اس هارتسیز (کی۱۵) (به انگلیسی: HMS Heartsease (K15)) یک کشتی بود که طول آن ۲۰۸ فوت ۶ اینچ (۶۳٫۵۵ متر) بود. این کشتی در سال ۱۹۴۰ ساخته شد.